# Igreja de Nossa Senhora da Piedade (Piedade)
A Igreja de Nossa Senhora da Piedade é um templo de devoção católica, localizado na freguesia da Piedade, concelho das Lajes do Pico, Ilha do Pico, Açores.

## Um pouco de História

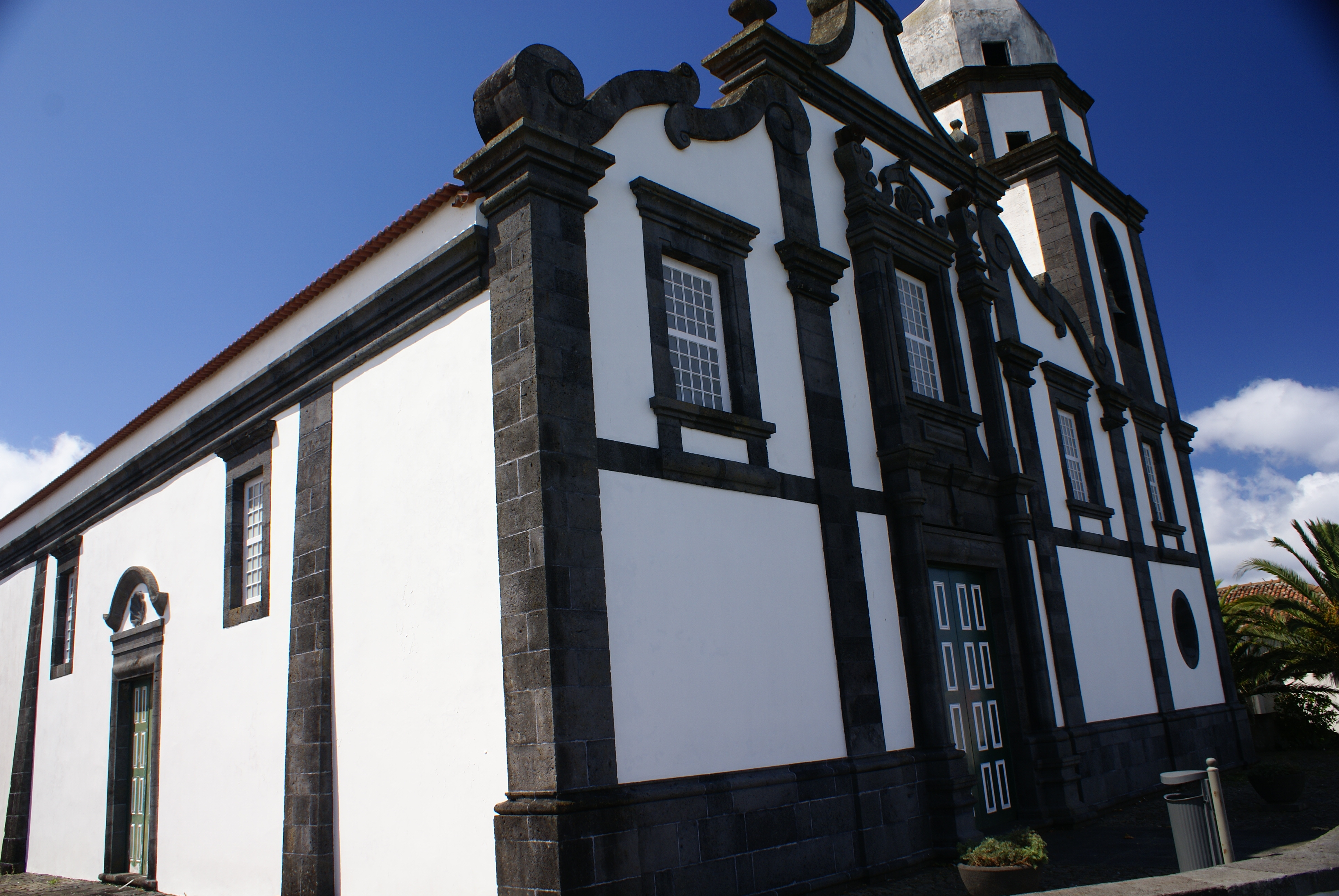
Igreja de Nossa Senhora da Piedade, fachada.

A freguesia da Piedade é uma das mais ricas e antigas da Ilha do Pico. No entanto, nada se conhece a respeito da data da sua criação, nem da edificação da sua Igreja Paroquial primitiva. No que concerne à sua fundação, pensa-se que existirá pelo menos desde 1506, época em que já se falava da freguesia vizinha Calheta do Nesquim. Em relação à Igreja Paroquial (a primitiva e não a atual), existem documentos datados de 1514, que comprovam a sua existência já nesta data:
Nada de certo de sabe relativamente à data da sua fundação, que devia ter sido ai por volta de 1506, tempo em que já se falava na freguesia da Calheta de Nesquim. Todavia, tudo leva a crer que já existisse em 1514, segundo o documento que transcrevemos, datado de Almeirim. 

Nós, o Rei, mandamos a vós, Rui leite, que entregues ao almoxarife da Ilha do Pico a saber: uma cruz de prata e uma caldeirinha de água benta e uma pedra de ara e dois castiçais e um paramento com a sua alva e aparelhos (os quais ornamentos lhe mandamos entregar para a igreja de nossa Senhora da Piedade da dita ilha) os quais ornamentos lhe enviaremos pelo mestre de alguma caravela que para lá for o qual vos tratará de dar conhecimento em forma para vos serem levados em conta e isto sem esperares pela folha do tesouro. feito em Almeirim aos 30 dias de Dezembro de 1514. Rei (traduzido para português atual)
Em 1758, um forte sismo derrubou a Igreja primitiva, bem como muitas casas de habitação. Nesse mesmo ano, iniciou-se a construção da nova Igreja Paroquial, tendo ficado concluída em 1764.
A sua primitiva Igreja ruiu, assim como quase todas as casas de habitação, quando de um forte abalo de terra, em 1758, assolou aquela parte da ilha. Essa tragédia ainda hoje é conhecida pelo “ano da caída”. A actual igreja foi começada em 1758 e concluída em 1764, segundo a tradição.
A atual Igreja de Nossa Senhora da Piedade é rica e ampla. Dispõe de um frontispício rico de pedra lavrada, sendo mesmo um dos mais belos e imponentes templos da Ilha do Pico.
O plano para a sua construção foi, todo ele, executado com um grande cuidado e preocupação pela beleza e harmonia, tendo sido inicialmente prevista para matriz. A Igreja de Nossa Senhora da Piedade, era uma das que possuía mais ricas alfaias e ainda um excelente órgão de tubos.
Desta paróquia foi Vigário o Cónego honorário António Silveira Ávila Furtado, pessoa muito viajada e, segundo dizia o Pe. José Vieira Soares, Ouvidor do Concelho das Lajes, nas suas quase periódicas visitas a Lisboa, conseguiu obter dos antigos conventos e mosteiros, ricas alfaias para a sua Igreja, a troco de dádivas que fazia às freiras.
Foi assim que a Igreja da Piedade, há meio século atrás, ainda possuía alguns “pontificais” de excecional valor. Nela existia igualmente um bom órgão de tubos que, devido à humidade e talvez à falta de uso, ficou inoperacional, o que levou um dos párocos, que por ali passaram no século passado (Pe. Manuel Garcia da Silveira), a desmantelá-lo.
Alvo da maior devoção em toda a ilha, a Festa da Senhora da Piedade (padroeira), todos os anos, a 8 de setembro, atrai várias centenas de fiéis à freguesia, na zona da Ponta da Ilha. 
Para além da Igreja Paroquial, esta freguesia contempla um conjunto de outros 6 locais de culto, a saber: Ermida de Nossa Senhora da Conceição da Rocha, a ermida mais antiga da paróquia, localizada no lugar do Calhau, com origem no século XIX; Ermida de Nossa Senhora da Boa Viagem é um templo localizado no lugar do Calhau, construída no ano 2001; Inicialmente dedicada a S. Tomé, a Ermida de Nossa Senhora das Mercês, uma Ermida localizada no lugar da Manhenha; Ermida em louvor de Santo António, fundada em 1916 e localizada no lugar dos Fetais; Ermida de S. João Paulo II, situada no lugar da Engrade e com fundação no ano de 2014. 

## Caraterísticas gerais do edifício
O corpo da igreja mede 42 metros de comprimento, 16 de largura e possuiu uma torre com 25 metros de altura.
O seu magnifico templo, que é um dos maiores da ilha, nada sofreu com o sismo de 1926. Fica situado numa elevação que nos proporciona uma vista maravilhosa para o mar, tendo ao fundo o belo quadro das ilhas de São Jorge, com o seu canal, e Terceira. Dista da sua matriz, na Vila das Lajes, 22 quilómetros, tem de comprimento 42 metros e 16 de largura, possui um bonito frontispício em pedra lavrada e uma só torre com 25 metros de altura.
Igreja de três naves, com sacristias nos lados do Evangelho e da Epístola e Batistério no lado da Epístola.
A nave central está separada das laterais por colunas de base e fuste quadrangular, encimadas por arcos de volta perfeita assentes em impostas. O fecho dos arcos é ornamentado por motivos florais. A nave central e a capela-mor estão separadas por um arco de volta perfeita. O interior é rebocado e pintado, com exceção das colunas, dos arcos e das molduras que são em pedra à vista. Para além do altar-mor existem mais dois pequenos altares em cada uma das naves laterais. 
O exterior é rebocado e pintado de branco, com exceção dos cunhais, das molduras dos vãos, das pilastras e dos ornamentos da fachada que são em pedra à vista. 
A frontaria é organizada em três partes separadas por pilastras: a parte central é rematada por um frontão curvo com uma cruz, enquanto as partes laterais são rematadas por volutas. 
O portal, ao centro, é encimado por uma janela ornamentada. Ladeando o conjunto da porta e janela existem duas colunas rematadas com vários ornamentos e fogaréus em pedra avermelhada (chamas /línguas de fogo - Espírito Santo).
No lado direito da fachada desenvolve-se a torre sineira, de planta quadrangular, encimada por um corpo octogonal, rematado por uma cúpula bolbosa facetada também octogonal.
Na torre existem 3 sinos. O de maiores dimensões é a nota Lá, na escala 3 e pesa 450 quilos. O sino médio é um Dó, na escala 3 e pesa 260 quilos. O mais pequeno é um Ré sustenido na escala 4 e pesa 150 quilos. Antigamente, existiu também, no lado oposto da sineira, um grande relógio.

O edifício tem cobertura de duas águas em telha aba e canudo.
A torre tem três sinos e no cimo da capela-mor, exteriormente, ainda conheci uma sineta que, depois dos sinos e no momento de começar a missa, chamava os fiéis com a sua voz de falsete. O templo tem bancada e diz-se que no frontispício, do lado oposto à sineira, existiu antigamente um grande relógio, cujos restos ainda conheci na sacristia.
No cruzeiro e na nave central, ainda vemos as antigas sepulturas cobertas com madeira e divididas com cordões de basalto. Algumas pedras numeradas que se encontram nas passadeiras do adro serviram de cobertura, antigamente a estas sepulturas.
A pia batismal é também de pedra lavrada e possui uma porta em madeira em arco de volta perfeita trabalhada com o formato de uma concha, toda ela em tons de azul. A sacristia do Sul tem um rico guarda-roupa (arcaz) de madeira do Brasil, com puxadores de metal branco nas gavetas. Tanto esta como a do Norte são pavimentadas com pedra lavrada.

## Altares
Todos os altares são de boa talha dourada e na construção do edifício empregaram-se preciosas madeiras estrangeiras e cedro.

Em outros tempos os altares eram dedicados a Nossa Senhora da Piedade, orago da Paróquia, e os quatro altares laterais em toda a igreja, dedicados a São Francisco, Bom Jesus, Senhora das Dores e às Almas. 
A capela-mor é dedicada ao Santíssimo Sacramento e a Nossa Senhora da Piedade, orago da paróquia, e há quatro altares laterais em toda a igreja, dedicados a São Francisco, Bom Jesus, Senhora das Dores e às Almas. Entre variadas imagens, muitas há de apreciável valor artístico, sobressaindo um Crucifixo de escultura primorosa, que deve ser muito antigo. 

Todos os altares são de boa talha dourada e na construção do edifício empregaram-se preciosas madeiras estrangeiras e o nosso aromático cedro. São ainda dignas de admiração as imagens do Senhor dos Passos, Senhor da penitência, Senhora do Rosário, Senhora do Parto, Coração de Jesus, Senhora de Lurdes e Nossa senhora da Piedade, com o filho morto nos braços. 
Para além da talha, todos os altares possuem uma pedra de ara. 
Nos dias de hoje estão distribuídos de forma diferente, como vamos ver a seguir.

#### Altar mor
Ao centro encontra-se a imagem da padroeira, Nossa Senhora da Piedade ladeada pelas imagens de São Pedro, à esquerda, e Santo António, à direita.

Na parte inferior do retábulo, sobre o altar, está o Sacrário do Santíssimo Sacramento, constantemente, iluminado por uma lâmpada de prata lavrada com 14 650 gramas e 1,27 metros.
A lâmpada da capela-mor é também de prata lavrada, pesa 14 650 gramas e tem 1,27 metros, notando-se também o valor artístico do turíbulo, naveta e de seis castiçais, com o peso total de 18 720 quilos e 0,60 metros de altura cada um. 

#### Altar lateral na parede frontal da capela, lado do evangelho
Altar do Sagrado Coração de Jesus, ladeado, à esquerda, por Santa Filomena e à direita por São Carlos Borromeu.
Na zona inferior, existe a imagem de Nossa Senhora da Lourdes.

#### Altar lateral na parede frontal da capela, lado da epistola
Altar de Nossa do Rosário, ladeada por São José, à direita, e o Sagrado Coração de Maria, à esquerda. 
Na parte inferior estão colocados dois bustos relicário de São Luís e São Dionísio, estando ao centro o sacrário suplementar.

#### Altar lateral perpendicular à capela, lado do evangelho
Altar das almas, com o Cristo Cruxificado ao meio, estando à sua direita a imagem da Senhora do Carmo e à sua esquerda, São Miguel Arcanjo. Na parte inferior estão representadas as almas do purgatório.

#### Altar lateral perpendicular à capela, lado da epistola
Neste altar, está ao centro a imagem de Nossa Senhora das Dores, ladeada, à esquerda por Nossa Senhora do Parto e, à direita, por São Francisco de Assis.
Na parte inferior, encontra-se a imagem de São Sebastião.

## Património imóvel paroquial
Passal paroquial (atualmente demolido para construção de casa de velório e casa paroquial)

Casa paroquial construída no século XX, em 1972, pelo pároco da altura, Pe. Manuel Garcia da Silveira.
A actividade do jovem sacerdote Rev. Pe. Manuel Garcia da Silveira que há cerca de três anos tomou conta da paróquia da Piedade, desta Ouvidoria, é bem conhecida de todos.

Não tendo aquela paróquia residência para o pároco, tomou a iniciativa que foi bem recebida pela comunidade paroquial que lhe deu o seu apoio e o seu auxilio. Por sua vez o sr. Ministro das Obras Públicas quando visitou o Pico, ao passar na Piedade prometeu um subsídio para a desejada obra.Os trabalhos processaram-se em ritmo acelerado, estando a residência já habitável, com falta apenas de alguns acabamentos.
Atualmente o edifício encontra-se num elevado estado de degradação e está prevista uma intervenção, por parte da Autarquia das Lajes do Pico, a fim de ser adaptada a Casa Mortuária e centro pastoral.

Salão Paroquial Pe. Francisco Vieira Soares
O salão Paroquial é fruto da requalificação de um antigo edifício existente naquele local, que após adquirido pelo Pe. Francisco Vieira Soares, sofreu uma grande intervenção e ali se fundou o atual Salão da Paróquia. 

O edifício situa-se ao lado da Igreja Paroquial e serve atualmente a maioria das festas da paróquia, eventos particulares, atividades pastorais como catequese, cursos bíblicos, reuniões dos demais movimentos e organismo da paróquia.
A actividade desenvolvida pelo Pe. Francisco Vieira Soares, na Paróquia da Piedade, está ainda bem presente. O Salão Paroquial ostenta o seu nome pois foi ele quem adquiriu um antigo edifício e o transformou no actual salão. Substituiu o tecto da ampla igreja e nela fez outras importantes reparações.

## Património móvel
Historia da custódia
A Igreja da Piedade é portadora de uma das mais ricas custódias da Diocese de Angra e cuja história não pode passar despercebida. É uma custódia de exposição do Santíssimo Sacramento e é de prata lavrada e dourada, pesa 4900 gramas e tem 79 centímetros de altura.
A história da mesma é-nos contada no livro do professor Manuel Coelho, A freguesia de Nossa Senhora da Piedade.

Será interessante saber-se de que maneira veio parar á Piedade a grande Custódia de que já falámos.
O vigário desse tempo, Cónego António Silveira da Ávila Furtado, pediu ao seu Bispo uma Custódia emprestada, para servir na imponente festa de Nossa Senhora da Piedade, e este autorizou o tesoureiro da Sé a empresta-la. O tesoureiro ao ver o cónego, que muito bem conhecia, mordeu o beiço, sabendo-o useiro e vezeiro em certas habilidades, mas estava ali o cartão do Prelado e cumpriu a ordem, correndo depois para o Paço a dizer que a Custódia não voltaria mais, porque aquele padre não restituía os objectos que levava para a sua igreja, por empréstimo, ficando o tesouro privado daquela preciosidade.
Entretanto o cónego entregava a Custódia ao mestre dum iate do Pico, que só esperava por ela para partir, e quando foi chamado ao Paço, onde lhe puseram embargos ao empréstimo, o facto estava consumado.

Passada a festa, começou a troca de correspondência para que a Custódia voltasse ao seu antigo lugar, mas o cónego, sempre muito respeitosamente, foi protelando a entrega, até que um dia apareceu, como água fria na fervura, um decreto ministerial transferindo a famigerada Custódia de Sé de Angra para a Igreja de Nossa Senhora da Piedade. O Bispo tinha sido logrado.
Em escritos do Comendador Ermelindo Ávila, vemos a continuação da história da custodia:
Como este, há outros factos muito interessantes.
Por cá sempre constou que o Cónego António Silveira tinha grandes amigos e de destaque em Lisboa e que um dia, metendo-se a bordo de um barco, passando em Angra recolhido, se dirigiu à Capital e conseguiu do Ministro da Justiça e dos Cultos, a transferência da Custódia.

Tudo isto ocorreu ainda no século XIX e já vamos no século XXI e os ministros já não interferem nos bens eclesiásticos a partir de 1940!...Se me não falha a memória, era Ministro da Justiça e dos Cultos o conselheiro Veiga Beirão, o mesmo que decretou a colocação do Vigário Manuel José Lopes na Matriz da vila das Lajes.
Lamparina de prata
A lâmpada da capela-mor é também de prata lavrada, pesa 14 650 gramas e tem 1,27 metros. Esta lamparina tem a finalidade de iluminar o Santíssimo Sacramento e sofreu um restauro no ano de 2012.

Antigo órgão de tubos
Na Igreja, existia um bom órgão de tubos que, devido à humidade e talvez à falta de uso, ficou inoperacional, o que levou um dos párocos que por ali passaram no século passado a desmantelá-lo, uma medida que hoje não seria tomada pela facilidade que tem havido em restaurar os antigos órgãos.
Este instrumento litúrgico foi construído em São Jorge por Tomé Gregório de Lacerda, em 1874, para a Igreja da Piedade, por 900$000 e foi o melhor dos quatro construídos por este organeiro.

Antiga Imagem de Nossa Senhora da Piedade
A Igreja Paroquial possui uma rica e muito antiga imagem de Nossa Senhora da Piedade, ainda num estilo dos escultores da Sé, em que a imagem não possui volume na parte de trás, sendo por isso utilizado o manto que lhe é característico já por tradição. Entretanto foi substituída por uma nova imagem oferecida por um conterrâneo em agradecimento pela conclusão dos estudos universitários da filha. [19]

Conjunto de 6 castiçais de prata
Conjunto de seis castiçais iguais em prata lavrada com o peso total de 18 720 quilos e 0,60 metros de altura cada um. Do mesmo conjunto, existe uma cruz que está ao centro arcaz da sacristia do lado do evangelho.

#### Pratas diversas
A Igreja Paroquial da Piedade possui um vasto conjunto de pratas.
Para além das já mencionadas como a lamparina e o conjunto de 6 castiçais, possui ainda uma cruz paroquial em prata bastante trabalhada. Possui ainda 4 conjuntos de cálices e patena, 2 píxides, 3 patenas, 4 conjuntos de galhetas, um riquíssimo conjunto de tríbulo, naveta e caldeirinha em prata.

## Padres missionários naturais da Piedade
Naturais da Freguesia e paróquia de Nossa Senhora da Piedade, foram missionários os seguintes padres: Padre João Inácio de Azevedo encarnação (1841 – 1908), Padre Gabriel António Soares Furtado (1842 – 1923), Padre António Gomes da Silva Neves (1851 – 1910), Padre Fortunato da Silva Neves (1839 – 1922) e Padre Serafino Gabriel Soares (1865- 1933).